# Wiel van Barlow

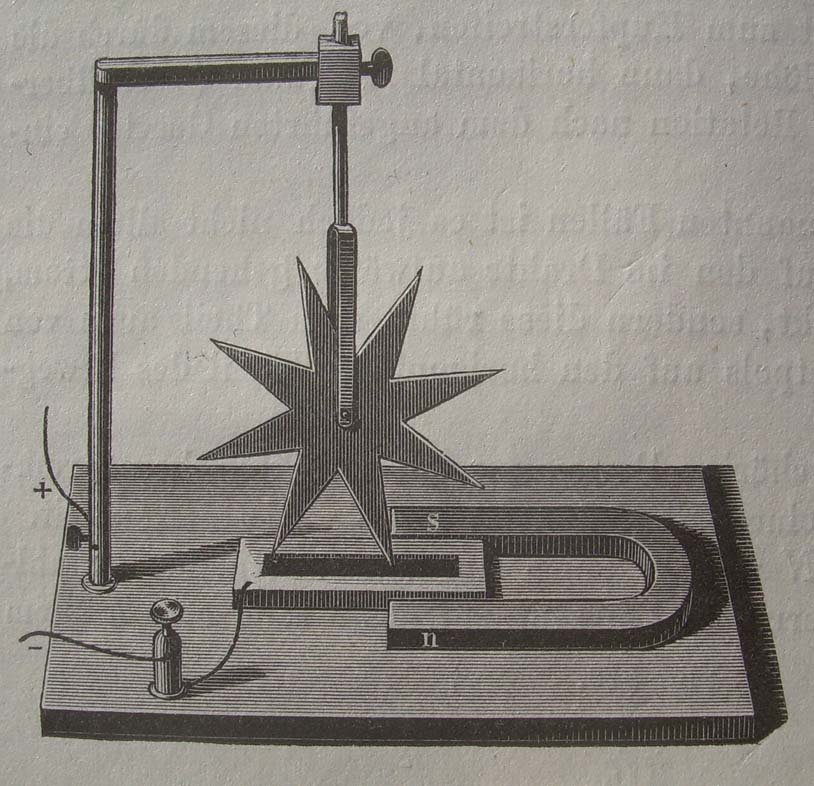
Wiel van Barlow

Het Wiel van Barlow was een van de eerste homopolaire motoren, in 1822 bedacht en gebouwd door de Engelse natuur- en wiskundige Peter Barlow.
Een stervormig wiel gemaakt van elektrisch geleidend, niet-magnetisch materiaal (zoals koper of aluminium) is opgehangen aan een metalen arm en kan draaien tussen de polen van een hoefijzermagneet. De onderste punten van het wiel maken contact met elektrisch geleidende vloeistof (bijvoorbeeld kwik) die zich bevindt in een gootje in het houten frame waar het wiel doorheen loopt.
De interactie tussen de elektrische stroom, die door het wiel en het kwik loopt, en het magnetisch veld van de hoefijzermagneet zorgt ervoor dat het wiel gaat draaien. Later gebruikte Barlow in plaats van permanente magneten een elektromagneet, waarmee hij een sterker magneetveld kon opwekken en de motor sneller ging draaien.
William Sturgeon verving het stervormige wiel voor een cirkelvormig wiel. Hij kwam erachter dat de punten van Barlows wiel geen betekenis hadden voor de werking van het toestel.